# مكين كابيتال
مكين كابيتال هي شركة مساهمة استثمارية مرخصة من هيئة سوق المال برقم ترخيص 37 - 08132، ويجيز للشركة التعامل بصفة أصيل، والتعهد بالتغطية، والإدارة والترتيب، وتقديم المشورة والحفظ في الاستثمار.

## التأسيس
تأسست مكين كابيتال عام 2009م في المملكة العربية السعودية كأحد شركات مجموعة الحماد القابضة. تركز مكين كابيتال على قطاعين داخل السوق: الاستثمارات العقارية، والاستثمار في الملكية الخاصة. تقدم الشركة العديد من الحلول المالية وتسعى من خلال مجموعة من الخبراء في مختلف المجالات الاستثمارية إلى توفير مناخات اقتصادية لعملائها وفرص حقيقية داخل السوق.

## الخدمات
تُشرف مكين كابيتال على مجموعة واسعة من فرص الاستثمار المحلي، وتقدم وحدات حلول الاستثمار التالية:

### الاستثمار العقاري
شكل الاستثمار العقاري في السعودية الملاذ الآمن لمختلف المستثمرين طوال السنوات الماضية، وعلى الرغم من تعرض هذا القطاع لمجموعة من المتغيرات سواء في الأنظمة أو القوانين أو عوامل الجذب، إلا أنه حافظ على موقعه في أن يكون المطلب الأهم للمستثمرين، من خلال العوائد المالية العالية التي تعود على المستثمرين سواء من خلال صناديق عقارية أو استثمار مباشر بالبناء والشراء أو الاستثمار طويل الأجل. ويشكل النمو السكاني في السعودية والذي يعد أحد أعلى معدلات النمو على مستوى العالم بواقع 3٪؜ وحاجة المواطنين إلى تملك سكن خاص، عامل جذب للاستثمار في هذا القطاع، حيث تشير إحصاءات شبه رسمية أن 70٪؜ من السعوديين لا يملكون سكن خاص بهم.
الخدمات تي تقدمها مكين كابيتال في مجال الاستثمار العقاري:
1. صناديق التطوير العقاري.
2. صناديق الدخل الثابت.
3. صناديق تطوير الأراضي.

## الاستثمار الصناعي والتوطين
في يناير 2024 وقّعت الشركة السعودية لصناعة المحركات "مكين"، اتفاقية مع "رولز رويس باور سيستمز"، وهي وحدة أعمال نظم الطاقة التابعة لشركة "رولز رويس" العالمية، وذلك لتصنيع واختبار وبيع وصيانة المحركات عالية السرعة ومجموعة المولدات الكهربائية تحت العلامة التجارية (mtu) في السعودية.وصرحت "مكين" على موقعها الإلكتروني إنها تهدف إلى توطين صناعة المحركات البحرية والمضخات ودعم الاقتصاد السعودي في مجال الصناعات الثقيلة وتدريب الكوادر الوطنية على أحدث تقنيات التصنيع العالمية، إضافة إلى تطوير سلاسل الإمداد المستدامة لتلبية الطلب المحلي والإقليمي، وبما يتوافق في النهاية مع "رؤية المملكة 2030".

### أسواق رأس المال
من المعروف أن أسواق رأس المال تعمل على التركيز في عمليات العرض والطلب بموجب قانون وأنظمة السوق المالية، ووفقا للتشريعات المعمول بها، وتتعامل تلك الأسواق من خلال الأوراق المالية سواء كانت حكومية أو مملوكة للقطاع الخاص في مختلف المشاريع، وتعمل مكين كابيتال على توفير الفرص الحقيقية والناجحة للاستثمار في تلك السوق.

## صندوق استثماري

### الاستثمار في الملكيات الخاصة
اكتسبت مكين كابيتال سمعتها من نتائج الأعمال وإستراتيجياتها خلال السنوات الماضية داخل السوق من خلال التعامل مع مشاريع ذات قيمة مضافة للاقتصاد المحلي، ومنتجات مبتكرة تحمل أهداف إستراتيجية تتنامى قيمتها مع الزمن. وتتولى مكين كابيتال أيضا مسائل مثل تقييم جدوى أهداف التمويل الحالية، واعتماد هيكل الاكتتاب الأنسب، وتصميم بنود وشروط الاكتتاب، وصياغة مذكرة الاكتتاب الخاص المتوافقة من الناحية المالية والقابلة للتطبيق.

## المشاريع
- صندوق أدوار: تم إنشاء الصندوق بتاريخ 29 أغسطس 2011، ويهدف الصندوق إلى تنمية رأس المال على المدى القصير من خلال الاستثمار في تطوير أرض خام في غرب مدينة الرياض لاستغلالها في مشاريع سكنية وتجارية وتوفير شبكات البنية الأساسية والطرق والقيام بأعمال الرصف، مع توفير شبكات البنية الأساسية، والطرق، والقيام بأعمال الرصف. يبلغ حجم الصندوق 235 مليون ريال سعودي، وقد تم تصفيته وتوزيع أرباحه.
- صندوق الموسى: تم إنشاء الصندوق بتاريخ 3 أبريل 2011، ويهدف الصندوق إلى تنمية رأس المال على المدى المتوسط من خلال الاستثمار في شراء الأراضي في جنوب الرياض بهدف إقامة مستودعات نموذجية وبيعها إلى الأفراد/المستثمرين، ويبلغ حجم الصندوق 374 مليون ريال سعودي. وقد تم تصفية الصندوق وتوزيع أرباحه بعد أقل من عام من تاريخ إطلاقه بعائد وقدره 20.97%.
- صندوق هي فيلتي: تم إنشاء الصندوق بتاريخ 4 مارس 2011، ويهدف الصندوق إلى تنمية رأس المال على المدى المتوسط من خلال الاستثمار في تطوير عدد 52 فيلا في منطقة أبحر – جدة، ويبلغ حجم الصندوق 60.5 مليون ريال سعودي. سيتكون المشروع من أربعة نماذج مختلفة التصميم (فلل الطراز الأسباني، والمكسيكي، والكلاسيكي، والحديث). تقدر القيمة الحالية للمشروع بأكثر من 75 مليون ريال سعودي.
- صندوق ملاذك الصناعي: تم إنشاء الصندوق بتاريخ 29 أغسطس 2011، ويهدف الصندوق إلى تنمية رأس المال على المدى المتوسط عبر الاستثمار في تطوير أراضي خام في غرب مدينة الرياض لاستغلالها في استخدامات الورش والاستخدامات التجارية، وتوفير شبكات البنية الأساسية، والطرق، والقيام بأعمال الرصف. ويبلغ حجم الصندوق 162.4 مليون ريال سعودي، وتم تصفية الصندوق وتوزيع أرباحه خلال سبعة أشهر من تاريخ إطلاقه بعائد وقدره 31.40%.
- صندوق الفرص العقارية: تم إنشاء الصندوق بتاريخ 7 يناير 2012، ويهدف الصندوق إلى تنمية رأس المال عن طريق الدخول في شراكات مع مستثمرين ومطورين عقاريين لتطوير مشاريع سكنية وتجارية صغيرة الحجم. ويبلغ حجم الصندوق 8 ملايين ريال سعودي، ويستثمر الصندوق في الوقت الحالي في مشروعين في القطاع السكني.
- صندوق راما:تم إنشاء الصندوق بتاريخ 31 أبريل 2012، ويهدف الصندوق إلى تنمية رأس المال من خلال الاستثمار في بناء مجمع سكني خاص في الرياض في منطقة ظهرة لبن، ومن المتوقع أن يستمر ثمانية أعوام من تاريخ التأسيس. يبلغ حجم الصندوق 35 مليون ريال سعودي.
- بيت 52: تم إنشاء الصندوق بتاريخ 12 أبريل 2012، ويهدف إلى تحصيل عوائد دورية خلال فترة الاستثمار وتحقيق أرباح رأس مالية عند تصفية الاستثمار. ويستمر الصندوق مدة عام واحد ويجوز لمدير الصندوق تمديد هذه المدة عام أخر. يبلغ حجم الصندوق 288 مليون ريال سعودي وتقدر القيمة الحالية بـ 325 مليون ريال سعودي.
- جوهرة المقيل: تم إنشاء الصندوق بتاريخ 30 أبريل 2012، يهدف الصندوق إلى تنمية رأس المال على المدى المتوسط عبر الاستثمار في تطوير أراضِ خام في غرب مدينة الرياض (حي طويق) لاستغلالها في الاستخدامات السكنية والتجارية، وتوفير شبكات البنية الأساسية، والطرق، والقيام بأعمال الرصف، ويبلغ حجم الصندوق 126 مليون ريال سعودي وتقدر القيمة الحالية للصندوق بأكثر 300 مليون ريال.
- لؤلؤة المقيل: تم إنشاء الصندوق بتاريخ 9 أكتوبر 2012، ويهدف الصندوق إلى تنمية رأس المال على المدى المتوسط عبر الاستثمار في تطوير أراضِ خام في غرب مدينة الرياض (حي طويق)، لاستغلالها في الاستخدامات السكنية والتجارية، وتوفير شبكات البنية الأساسية، والطرق، والقيام بأعمال الرصف، ويبلغ حجم الصندوق 148 مليون ريال سعودي، وتقدر القيمة الحالية للصندوق بأكثر 396 مليون ريال.
- تبادل:تم إنشاء الصندوق بتاريخ 30 أبريل 2013، ويهدف الصندوق إلى تنمية رأس المال على المدى المتوسط من خلال الاستثمار في إعادة شراء الاتفاقيات البتروكيماوية، ويبلغ حجم الصندوق 35 مليون ريال سعودي.[2]